# Campeonato Panamericano de Ciclismo en Pista 2015
El Campeonato Panamericano de Ciclismo en Pista se celebró en Santiago de Chile, (Chile) entre el 2 de septiembre y el 6 de septiembre de 2015 bajo la organización de la Confederación Panamericana de Ciclismo (COPAFI) y la Federación Ciclística de Chile.
Las competiciones se realizaron en el Velódromo de Peñalolén. Fueron disputadas 19 pruebas, 10 masculinas y 9 femeninas.

## Resultados

### Masculino
| Evento                   | Oro                                                                              | Plata                                                                    | Bronce                                                                    |
| ------------------------ | -------------------------------------------------------------------------------- | ------------------------------------------------------------------------ | ------------------------------------------------------------------------- |
| Velocidad individual     | Fabián Puerta                                                                    | Njisane Phillip                                                          | Hugo Barrette                                                             |
| Velocidad por equipos    | Venezuela · Hersony Canelón · Ángel Pulgar · César Marcano                       | Canadá · Hugo Barrette · Joseph Veloce · Evan Carey                      | Brasil · Hugo Osteti · Flávio Cipriano · Kacio Fonseca                    |
| Persecución individual   | Jhonatan Restrepo                                                                | Sean MacKinnon                                                           | Edward Veal                                                               |
| Persecución por equipos  | Colombia · Juan Esteban Arango · Arles Castro · Jhonatan Restrepo · Jordan Parra | Canadá · Edward Veal · Rémi Pelletier-Roy · Aidan Caves · Sean MacKinnon | Chile · Cristian Cornejo · Elias Tello · Luis Sepúlveda · Felipe Peñalosa |
| 1 km contrarreloj        | Santiago Ramírez                                                                 | Ángel Pulgar                                                             | Anderson Parra                                                            |
| Carrera por puntos 40 km | Luis Sepúlveda                                                                   | Sean MacKinnon                                                           | Juan Curuchet                                                             |
| Scratch 15 km            | Ignacio Prado                                                                    | Aidan Caves                                                              | Cristopher Mansilla                                                       |
| Keirin                   | Fabián Puerta                                                                    | Hersony Canelón                                                          | Kacio Fonseca                                                             |
| Madison 50 km            | Estados Unidos Bobby Lea Jacob Duehring                                          | Colombia · Juan Esteban Arango · Jhonatan Restrepo                       | Chile · Luis Sepúlveda · Gonzalo Miranda                                  |
| Omnium                   | Juan Esteban Arango                                                              | Ignacio Prado                                                            | Rémi Pelletier-Roy                                                        |

### Femenino
| Evento                   | Oro                                                                   | Plata                                                                             | Bronce                                                                       |
| ------------------------ | --------------------------------------------------------------------- | --------------------------------------------------------------------------------- | ---------------------------------------------------------------------------- |
| Velocidad individual     | Jessica Salazar                                                       | Juliana Gaviria                                                                   | Lisandra Guerra                                                              |
| Velocidad por equipos    | Colombia · Martha Bayona · Juliana Gaviria                            | México · Luz Gaxiola · Jessica Salazar                                            | Canadá · Monique Sullivan · Kate O'Brien                                     |
| Persecución individual   | Jennifer Valente                                                      | Kelly Catlin                                                                      | Annie Foreman-Mackey                                                         |
| Persecución por equipos  | Estados Unidos Kelly Catlin Sarah Hammer Ruth Winder Jennifer Valente | Canadá · Allison Beveridge · Stephanie Roorda · Kirsti Lay · Annie Foreman-Mackey | Chile · Denisse Ahumada · Flor Palma · Valentina Monsalve · Daniela Guajardo |
| 500 m contrarreloj       | Jessica Salazar                                                       | Juliana Gaviria                                                                   | Lisandra Guerra                                                              |
| Carrera por puntos 25 km | Stephanie Roorda                                                      | Kimberly Geist                                                                    | Arlenis Sierra                                                               |
| Scratch 10 km            | Jennifer Valente                                                      | Allison Beveridge                                                                 | Arlenis Sierra                                                               |
| Keirin                   | Monique Sullivan                                                      | Martha Bayona                                                                     | Jessica Salazar                                                              |
| Omnium                   | Sarah Hammer                                                          | Allison Beveridge                                                                 | Angie González                                                               |

## Medallero
| Núm. | País              | Oro | Plata | Bronce | Total |
| ---- | ----------------- | --- | ----- | ------ | ----- |
| 1    | Colombia          | 7   | 4     | 1      | 12    |
| 2    | Estados Unidos    | 5   | 2     | 0      | 7     |
| 3    | Canadá            | 3   | 8     | 5      | 16    |
| 4    | México            | 2   | 2     | 1      | 5     |
| 5    | Venezuela         | 1   | 2     | 1      | 4     |
| 6    | Chile             | 1   | 0     | 4      | 5     |
| 7    | Trinidad y Tobago | 0   | 1     | 0      | 1     |
| 8    | Cuba              | 0   | 0     | ̩4      | 4     |
| 9    | Brasil            | 0   | 0     | 2      | 2     |
| 10   | Argentina         | 0   | 0     | 1      | 1     |
|      | TOTAL             | 19  | 19    | 19     | 57    |